# Heroes of Newerth
Heroes of Newerth er videospil udviklet af S2 Games, og udgivet til Windows, Mac OS X og Linux.
Heroes of Newerth er et online strategispil designet med udgangspunkt i Warcraft III modden Defense of the Ancients.
Det er primært et 5v5 spil, men kan også spilles som 1v1, 2v2, 3v3 og 4v4. Det suverænt mest almindelige er dog stadig 5v5. Spillet bliver også spillet på et professionelt plan, hvor der spilles turneringer om præmiesummer. Desuden tjener spillerne penge på at streame og på sponsore. Professionelt spilles oftes 5v5, men det er enkelte gange forekommet med andre regler.
Der findes over 500.000 registrerede brugere af programmet, som er gratis at benytte. Ofte er der over 50.000 online ad gangen. Da spillet blev gjort "free to play", var der til at begynde med begrænsninger for dem der ikke oprindeligt havde betalt for spillet. Efter et års tid blev det dog lavet om, og alle heroes er nu gratis at spille, og spillet tjeners deres penge udelukkende på en "In-Game shop", hvor man blandt andet kan købe ting som alternative avatare til sine heroes.
En ny bruger skal igennem en verificerings proces, hvor man enten bliver verificeret ved at komme i level 5 på sin account, eller betaler penge for gold coins i shoppen.
I spillet bruger man enten funktionen MM (Match Making), eller PG (Public Games). I Match making spiller man om MMR (Match Making Rank), hvor man oftest får 5 point ved sejr og mister 5 point ved nederlag. I Public Games spiller man på samme måde som i Match Making, men der er flere funktioner der gør det muligt for flere forskellige spillestiler. Derfor er spillestilen i PG ofte mere useriøs end man ser ved MM,da de fleste bare spiller PG for sjov, og for at prøve spillet med nogle specielle regler. Hvis man vil spille for højere rang og status spiller de fleste MM, da denne funktion både giver silver coins, som kan bruges i shoppen, og at denne funktions rang system er mest anerkendt.
Spillet har to In-game valutaer, som er silver coins og gold coins. Silver coins opnås ved at spille rangerede MM spil, og er derfor gratis, men er ikke lige så meget værd som gold coins. Mængden du får af silver coins per spil bliver højere alt efter om du vinder, får en lang "Kill streak" eller om det lykkedes dig ene mand at vinde over hele modstanderens hold alene (annihalation)Gold coins opnås ved at bruge penge fra det virkelige liv. Forskellen mellem de to er omkring 1:5, men kan variere lidt, alt efter hvad du vil købe.

## Historie
| computerspil | Spire Denne computerspilsrelaterede artikel er en spire som bør udbygges. Du er velkommen til at hjælpe Wikipedia ved at udvide den. |